# Swedish Open 2019
Lo Swedish Open 2019 è stato un torneo di tennis giocato sulla terra rossa. È stata la 72ª edizione del torneo maschile, facente parte della categoria ATP Tour 250 nell'ambito dell'ATP Tour 2019 e la 10ª del femminile, facente parte della categoria WTA 125s del WTA Challenger Tour 2019. Sia il torneo maschile che femminile si sono giocati al Båstad Tennis Stadium di Båstad, in Svezia. Il torneo maschile si è tenuto dal 15 al 21 luglio 2019, mentre quello femminile dall'8 al 14 luglio 2019.

## Distribuzione dei punti e del montepremi

### Punti
| Evento              | V   | F   | SF | QF | 2T | 1T   | Q    | Q2   | Q1   |
| Singolare maschile  | 250 | 150 | 90 | 45 | 20 | 0    | 12   | 6    | 0    |
| Doppio maschile     | 250 | 150 | 90 | 45 | 0  | N.D. | N.D. | N.D. | N.D. |
| Singolare femminile | 160 | 95  | 57 | 29 | 15 | 1    | N.D. | N.D. | N.D. |
| Doppio femminile    | 160 | 95  | 57 | 29 | 1  | N.D. | N.D. | N.D. | N.D. |

### Montepremi
| Evento              | V       | F       | SF      | QF      | 2T     | 1T     | Q2     | Q1     |
| Singolare maschile  | €85,945 | €45,265 | €24,520 | €13,970 | €8,230 | €4,875 | €2,195 | €1,100 |
| Doppio maschile *   | €26,110 | €13,730 | €7,440  | €4,260  | €2,490 | N.D.   | N.D.   | N.D.   |
| Singolare femminile | $20,000 | $11,400 | $6,500  | $4,000  | $2,325 | $1,175 | N.D.   | N.D.   |
| Doppio femminile *  | $5,500  | $2,700  | $1,400  | $750    | $450   | N.D.   | N.D.   | N.D.   |

* per coppia

## Partecipanti ATP singolare

### Teste di serie
| Nazionalità | Giocatore            | Ranking* | Testa di serie |
| ----------- | -------------------- | -------- | -------------- |
| Cile        | Cristian Garín       | 34       | 1              |
| Spagna      | Fernando Verdasco    | 37       | 2              |
| Uruguay     | Pablo Cuevas         | 45       | 3              |
| Francia     | Richard Gasquet      | 47       | 4              |
| Cile        | Nicolás Jarry        | 53       | 5              |
| Argentina   | Juan Ignacio Londero | 60       | 6              |
| Norvegia    | Casper Ruud          | 62       | 7              |
| Portogallo  | João Sousa           | 69       | 8              |

- 1 Ranking aggiornato al 1º luglio 2019

### Altri partecipanti
I seguenti giocatori hanno ricevuto una wild card per il tabellone principale:
- Alejandro Davidovich Fokina
- Elias Ymer
- Mikael Ymer

Il seguente giocatore è entrato in tabellone con il ranking protetto:
- Steve Darcis
- Jozef Kovalík

I seguenti giocatori sono passati dalle qualificazioni:

- Facundo Argüello
- Pablo Carreño Busta
- Constant Lestienne
- Bernabé Zapata Miralles

### Ritiri
Prima del torneo
- Matteo Berrettini → sostituito da  Thiago Monteiro
- Lorenzo Sonego → sostituito da  Dennis Novak

## Partecipanti ATP doppio

### Teste di serie
| Nazionalità   | Giocatore         | Nazionalità | Giocatore           | Ranking* | Testa di serie |
| ------------- | ----------------- | ----------- | ------------------- | -------- | -------------- |
| Rep. Ceca     | Roman Jebavý      | Paesi Bassi | Matwé Middelkoop    | 96       | 1              |
| Brasile       | Marcelo Demoliner | Cile        | Nicolás Jarry       | 111      | 2              |
| Argentina     | Federico Delbonis | Argentina   | Horacio Zeballos    | 132      | 3              |
| Taipei cinese | Hsieh Cheng-peng  | Indonesia   | Christopher Rungkat | 132      | 4              |

* Ranking del 1 luglio 2019.

### Altri partecipanti
Le seguenti coppie hanno ricevuto una wild card per il tabellone principale:
- Markus Eriksson /  André Göransson
- Elias Ymer /  Mikael Ymer

## Partecipanti WTA singolare

### Teste di serie
| Nazionalità | Giocatore             | Ranking* | Testa di serie |
| ----------- | --------------------- | -------- | -------------- |
| Romania     | Sorana Cîrstea        | 77       | 1              |
| Svizzera    | Jil Teichmann         | 89       | 2              |
| Spagna      | Aliona Bolsova        | 92       | 3              |
| Germania    | Mona Barthel          | 96       | 4              |
| Francia     | Fiona Ferro           | 100      | 5              |
| Russia      | Natalia Vikhlyantseva | 105      | 6              |
| Kazakistan  | Elena Rybakina        | 109      | 7              |
| Serbia      | Aleksandra Krunić     | 113      | 8              |

* Ranking del 1 luglio 2019.

### Altre partecipanti
Le seguenti giocatrici hanno ricevuto una wild-card per il tabellone principale:
- Mirjam Björklund
- Susanne Celik
- Caijsa Hennemann
- Cornelia Lister

### Ritiri
- Paula Badosa → sostituita da  Kimberley Zimmermann
- Ana Bogdan → sostituita da  Katarzyna Kawa
- Marie Bouzková → sostituita da  Johanna Larsson
- Beatriz Haddad Maia → sostituita da  Ekaterine Gorgodze
- Polona Hercog → sostituita da  Tereza Mrdeža
- Ivana Jorović → sostituita da  Danka Kovinić
- Kaja Juvan → sostituita da  Jana Čepelová
- Barbora Krejčíková → sostituita da  Dalma Gálfi
- Kristýna Plíšková → sostituita da  Andrea Gámiz
- Anastasia Potapova → sostituita da  Başak Eraydın
- Anna Karolína Schmiedlová → sostituita da  Anhelina Kalinina
- Laura Siegemund → sostituita da  Anna Zaja
- Zhang Shuai → sostituita da  Paula Ormaechea
- Tamara Zidanšek → sostituita da  Sara Errani

## Partecipanti WTA doppio

### Teste di serie
| Nazionalità | Giocatore         | Nazionalità | Giocatore       | Ranking* | Testa di serie |
| ----------- | ----------------- | ----------- | --------------- | -------- | -------------- |
| Spagna      | Lara Arruabarrena | Svezia      | Johanna Larsson | 87       | 1              |
| Cile        | Alexa Guarachi    | Montenegro  | Danka Kovinić   | 163      | 2              |
| Germania    | Mona Barthel      | Svizzera    | Xenia Knoll     | 171      | 3              |
| Svezia      | Cornelia Lister   | Rep. Ceca   | Renata Voráčová | 173      | 4              |

* Ranking del 1 luglio 2019.

### Altre partecipanti
Le seguenti coppie hanno ricevuto una wild card per il tabellone principale:
- Caijsa Hennemann /  Fanny Östlund
- Elias Ymer /  Mikael Ymer

La seguente coppia è entrata in tabellone tramite il ranking protetto:
- Treat Huey /  Frederik Nielsen

## Campioni

### Singolare maschile
Nicolás Jarry ha sconfitto in finale  Juan Ignacio Londero con il punteggio di 7–6(7), 6-4.
- È il primo titolo in carriera per Jarry.

### Singolare femminile
Misaki Doi ha sconfitto in finale  Danka Kovinić con il punteggio di 6–4, 6–4.

### Doppio maschile
Sander Gillé /  Joran Vliegen hanno sconfitto in finale  Federico Delbonis /  Horacio Zeballos con il punteggio di 6(5)–7, 7-5, [10-5].

### Doppio femminile
Misaki Doi /  Natalia Vikhlyantseva hanno sconfitto in finale  Alexa Guarachi /  Danka Kovinić con il punteggio di 7–5, 6(4)–7, [10–7].